# Liga Saesa 2023
La Liga Saesa 2023 fue la 23.° edición de esta competición chilena de básquetbol. El campeonato contará con 21 equipos pertenecientes a las regiones de La Araucanía, Los Ríos y Los Lagos. se Jugara al igual que la temporada anterior, no se dividirán en dos categorías.
El defensor del Título es Español de Osorno, que hora por el Bicampeonato y tercer Título de la categoría. En la categoría U17 Español de Osorno se quedó con el título, mientras que en la categoría U15 CDSC Puerto Varas se adjudicó el título, mientras que Deportivo Osorno se coronó en la categoría U13. 

## Sistema de campeonato

### Fase Zonal
Los 21 equipos se dividen en 3 zonas, en cada una se disputarán partidos todos contra todos a dos ruedas. Los equipos que finalicen en los primeros cuatro lugares de cada zona clasificarán a play-offs.

## Fase Zonal
Fuente:.

### Zona A
|    | Equipo          | PTS | PJ | PG | PP |
| -- | --------------- | --- | -- | -- | -- |
| 1. | AB Temuco       | 20  | 12 | 8  | 4  |
| 2. | CD Valdivia     | 18  | 12 | 8  | 4  |
| 3. | CD MUN. Gorbea  | 19  | 12 | 7  | 5  |
| 4. | CD Las Animas   | 18  | 12 | 6  | 6  |
| 5. | CDSC Osorno     | 18  | 12 | 6  | 6  |
| 6. | CD Carahue      | 15  | 12 | 3  | 9  |
| 7. | CD ESC. Lautaro | 14  | 12 | 4  | 8  |

     Avanza a play-offs.

### Zona B
|    | Equipo                | PTS | PJ | PG | PP |
| -- | --------------------- | --- | -- | -- | -- |
| 1. | CD Español Osorno     | 24  | 12 | 12 | 0  |
| 2. | CD Escolar Aleman     | 20  | 12 | 8  | 4  |
| 3. | CEB Puerto Montt      | 19  | 12 | 7  | 5  |
| 4. | CD MUN. Loncoche      | 18  | 12 | 6  | 6  |
| 5. | CDB La Unión          | 17  | 12 | 5  | 7  |
| 6. | Esc. Alemana Paillaco | 14  | 12 | 2  | 10 |
| 7. | San Francisco Asis    | 14  | 12 | 2  | 10 |

     Avanza a play-offs.

### Zona C
|    | Equipo             | PTS | PJ | PG | PP |
| -- | ------------------ | --- | -- | -- | -- |
| 1. | CDSC Puerto Varas  | 22  | 12 | 10 | 2  |
| 2. | CD Castro          | 22  | 12 | 10 | 2  |
| 3. | CDSC Achao         | 21  | 12 | 10 | 2  |
| 4. | Pumas Puerto Montt | 17  | 12 | 5  | 7  |
| 5. | ABA Ancud          | 16  | 12 | 5  | 7  |
| 6. | CDSC Frutillar     | 14  | 12 | 2  | 10 |
| 7. | CEB Purranque      | 13  | 12 | 1  | 11 |

     Avanza a play-offs.

## Campeón
|                               |
| Español de Osorno 3.er título |
|                               |

## Campeones

### U17
|                                  |
| Club Deportivo Español de Osorno |

### U15
|                   |
| CDSC Puerto Varas |

### U13
|                  |
| Deportivo Osorno |